# Kisdombegyház
Kisdombegyház este un sat în districtul Mezőkovácsháza, județul Békés, Ungaria, având o populație de 505 locuitori (2011). 

## Demografie
Componența etnică a satului Kisdombegyház
     Maghiari (92,96%)
     Romi (4,14%)
     Români (2,9%)
Componența confesională a satului Kisdombegyház
     Romano-catolici (56,63%)
     Fără religie (20,4%)
     Reformați (7,52%)
     Ortodocși (1,78%)
     Necunoscută (13,66%)
     Alte religii (2,38%)
Conform recensământului din 2011, satul Kisdombegyház avea 505 locuitori. Din punct de vedere etnic, majoritatea locuitorilor (92,96%) erau maghiari, existând și minorități de romi (4,14%) și români (2,9%).  Din punct de vedere confesional, majoritatea locuitorilor (56,63%) erau romano-catolici, existând și minorități de persoane fără religie (20,4%), reformați (7,52%) și ortodocși (1,78%). Pentru 13,66% din locuitori nu este cunoscută apartenența confesională.